# Atle (isbrytare)

Atles vapen.

Atle är en svensk isbrytare byggd på varvet Wärtsilä i Finland år 1974 som första isbrytaren i klassen. Därefter har fyra till i klassen färdigställts – Frej, Ymer, Urho och Sisu. De två sista tjänstgör åt finska sjöfartsverket. Typen har två förliga och två akterliga propellrar. Framdrivningen är diesel-elektrisk och fem st 12 cyl dieselmotorer som via tio (sammanbyggda två och två) generatorer skapar framdrivningen av de fyra elektriskt drivna propellrarna. Dessutom finns fem dieselmotorer för elproduktion ombord på fartyget.
Fartygen har efter byggnationen konverterats så att huvudmotorerna kan drivas på både diesel och tjockolja, som är billigare. När tjockolja används, uppvärms denna till 80 °C. För Atles del skedde konverteringen hösten 1984. I början av 1990-talet modifierades fartygen i klassen och bland annat bryggan fick nytt utseende. När isbrytarna gick under örlogsflagg var de bestyckade med fyra 40 mm luftvärnskanoner och klassades som minfartyg varför även utrustning för minutläggning fanns. Akteröver finns en helikopterplatta för en spaningshelikopter som under isbrytarexpeditioner används för att kartlägga isvallar, lämpligaste väg etc.

## Nya statsisbrytare
År 2015 inledde Sjöfartsverket planeringsarbetet för ersättare för de fem statsisbrytarna Oden, Frej, Ymer, Atle och Ale. Målsättningen var då att det första nya fartyget skulle tas i drift runt år 2020. Kostnaden beräknades 2015 till ca 1-1,5 miljarder kronor per fartyg. I mars 2020 tecknade Sjöfartsverket ett avtal med finländska Trafikledsverket om ett gemensamt designunderlag för nya isbrytare i Östersjön.